# The Desperate Mission
The Desperate Mission es la primera novela de la serie The Last of the Jedi, basada en el universo de Star Wars, escrita por Jude Watson. Fue publicada por Scholastic Press en inglés en abril de 2005. No está previsto que se publique en español, y el título se traduciría como "La misión desesperada".

## Argumento
La historia termina cuando al llegar a Red Twins y dejar la nave que los transportó, encuentran estacionada la nave de Boba Fett, que pudo dar con su ubicación gracias a su capacidad de rastreo. Eso deja el resto de la historia para el siguiente libro, The Last of the Jedi: Dark Warning..
Obi-Wan Kenobi se ha convertido en un ermitaño en el planeta Tatooine tras los sucesos acontecidos hace un año en Star Wars: Episode III - Revenge of the Sith. Bajo la identidad de Ben cada cierto tiempo va a la cantina de Mos Eisley en busca de víveres e información.
La voz de su antiguo maestro, Qui-Gon Jinn, le ha hablado muy poco y le dice no estar preparado para las lecciones de abandonar su cuerpo orgánico llegado el momento y convertirse en un espíritu en la Fuerza.
Un día en la cantina, tras su habitual comprobación de la seguridad del pequeño Luke Skywalker y tras pensar de nuevo en los viejos tiempos y en el Sith Darth Vader escucha a unos viajeros hablar de un antiguo ex padawan que conoció, Ferus Olin, es buscado por los imperiales en el planeta Bellassa por oponerse al Imperio. Aunque en un principio no quiere descuidar su obligación de vigilante del bebé Skywalker, la voz de Qui-Gon le dice que haga lo que deba y eso, unido al hecho de que este no le enseñe hasta que sepa por qué no está listo, le hace viajar al planeta para ayudar a Olin.
Allí, durante su búsqueda, descubre al verdadero Imperio: miedo a las tropas que patrullan y reprimen por las calles, silencio ante éstas, detenciones ilegales, desapariciones y un Senado que aprueba todo lo que el Emperador Palpatine propone.
En la capital de Bellassa, Ussa, Ferus junto con su amigo Roan Lands tras la llegada del Imperio formó un grupo rebelde llamado “The Eleven”. El Imperio captura a Roan y Ferus se da a la fuga, Obi-Wan se cuela en el hospital imperial y con la ayuda de la doctora Amie Antin, que pese a no formar parte activa de “The Eleven” los apoya, rescata a Roan y tras curarlo les indica donde encontrar a Ferus, en las montañas.
Con la ayuda de un chico llamado Trever Flume, Obi-Wan viaja al escondite de Ferus en una región montañosa y se enfrentan a D’harhan y Boba Fett. Allí se encuentran con Fona Telamark que está cuidando de Ferus y vuelven a Ussa.
En Ussa el imperio ha empezado a capturar ciudadanos sin discriminación, y emiten un ultimátum que amenaza con matarlos si Ferus no se entrega. Entonces los ciudadanos de Ussa mostrando una gran unión contra el Imperio se visten igual que Ferus y este se confunde en la multitud. Obi-Wan le rescata y ambos escapan junto con Trever hacia Red Twins.